# John H. Ross
John Henry Ross (8 de junio de 1918 - 9 de agosto de 2013) fue un piloto de la Segunda Guerra Mundial condecorado que voló 96 misiones para el Escuadrón de Reconocimiento 22 como parte del Grupo de Reconocimiento 7.º en la 8.ª Fuerza Aérea. Ross voló el Lockheed P-38 Lightning como piloto de fotorreconocimiento de RAF Mount Farm en Inglaterra durante la guerra. Él recibió 11 medallas y 2 Cruz de Vuelo Distinguido.
Las misiones de Ross, que eran parte integral de la victoria de los Aliados en la Batalla de las Ardenas se detallan en el libro, Eyes of the Eighth: A Story of the 7th Photographic Reconnaissance Group, 1942-1945. En tres misiones separadas, el avión fue derribado sobre el Océano Atlántico y el Mar del Norte. Él también voló misiones de reconocimiento para la Operación Afrodita, que utilizaron bombarderos controlados por radio como PGM. Adicional a las misiones de reconocimiento para trazar bombardeos, también voló misiones para fotografiar la evaluación de los daños. Una de sus fotografías de la catedral de Colonia aún en pie entre el estruendo se acredita a Ross en varios libros.